# Бері-Сент-Едмендс
Бері-Сент-Едмендс (англ. Bury St Edmunds) — місто у графстві Саффолк, Англія.

## Географія
Місто Бері-Сент-Едмендс, або просто Бері, розташовано у східній частині Англії, за 60 кілометрів від узбережжя Північного моря. Входить до складу графства Саффолк регіону Східна Англія. Населення становить 35 015 чоловік (станом на 2001 рік).

## Історія
Місто Бері виникло навколо бенедиктинського абатства, зведеного на початку XI століття, у якому похований східно-англійський король і католицький святий Едмунд Мученик, вбитий 870 року вікінгами. У середньовіччі абатство перетворилось на центр паломництва. У 1214 році, у церкві абатства, під час боротьби за Велику хартію вольностей, зібрались барони Англії, щоб скласти присягу боротись за свої права і свободи з королем Іоанном Безземельним.
У XIV столітті навколо абатства розрослось місто, яке досягло розквіту у XVII—XVIII століттях. Джерелом прибутку містян стало виробництво і продаж сукна і тканин. Бенедиктинське абатство було зруйновано у XVI столітті, під час англійської Реформації, розвиток виробництва ж тканин у Бері було порушено промисловою революцією, що сталась наприкінці XVIII — першій половині XIX століть.
У 1913 році поряд із абатством у Бері почалось будівництво кафедрального собору, яке цілком завершилось тільки у 2005 році. У місті є театр, заснований в епоху Регентства. Щороку у травні в Бері проходить міський фестиваль — з танцями, іграми, концертами та фейєрверком.

## Міста-партнери
- Кевелар, Німеччина
- Комп'єнь

## Відомі особистості
У поселенні народились:
- Боб Госкінс (1942-2014) — британський актор кіно і телебачення.

У поселенні померла:
- Джин Кент (1921—2013) — британська актриса.

## Галерея

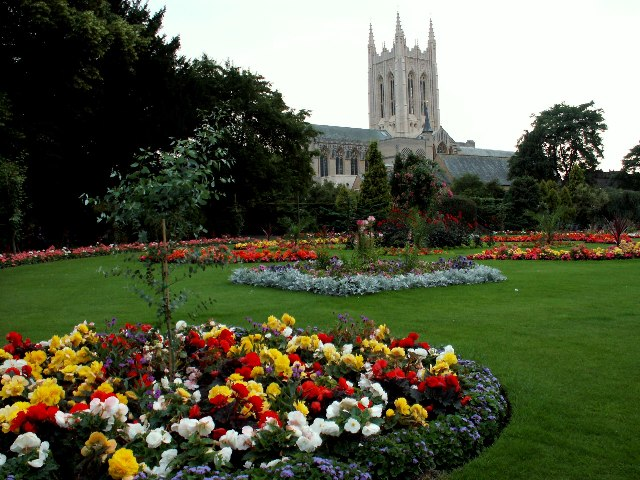
Сад абатства з кафедральним собором
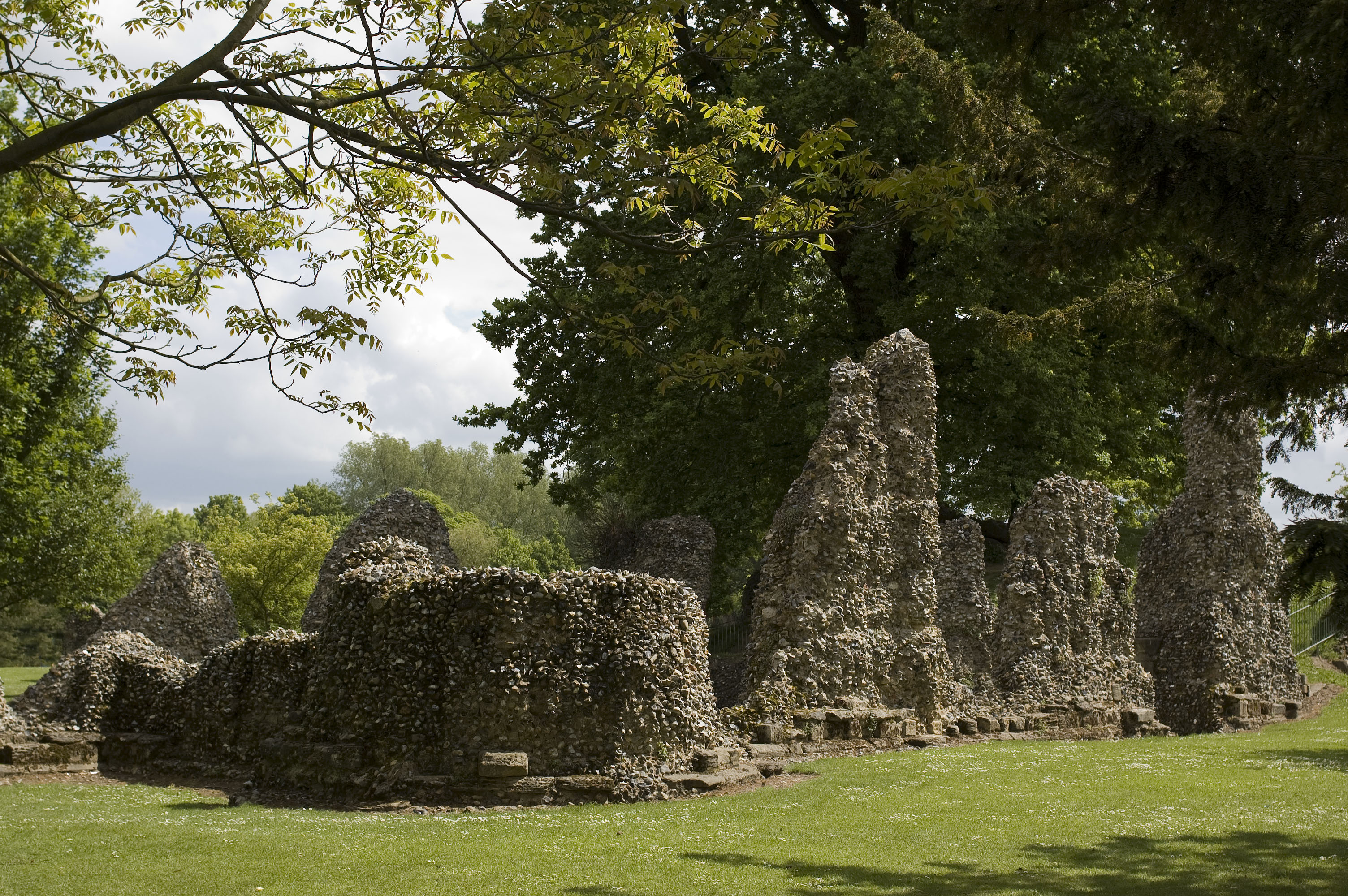
Руїни абатства
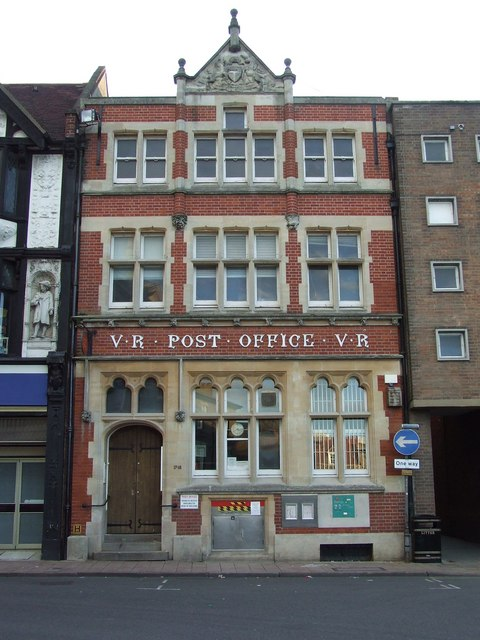
Пошта
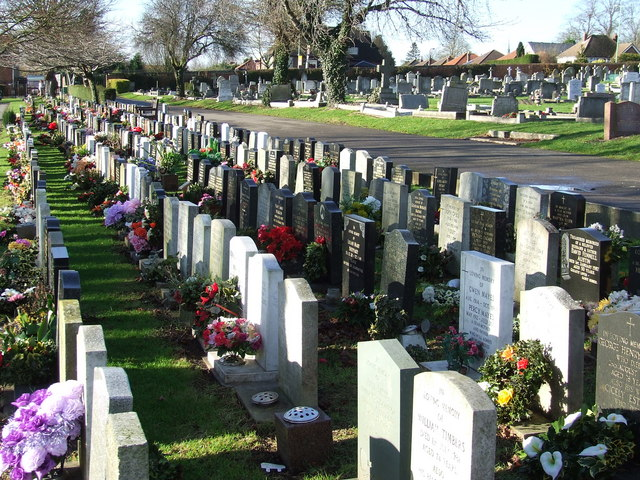
Цвинтар
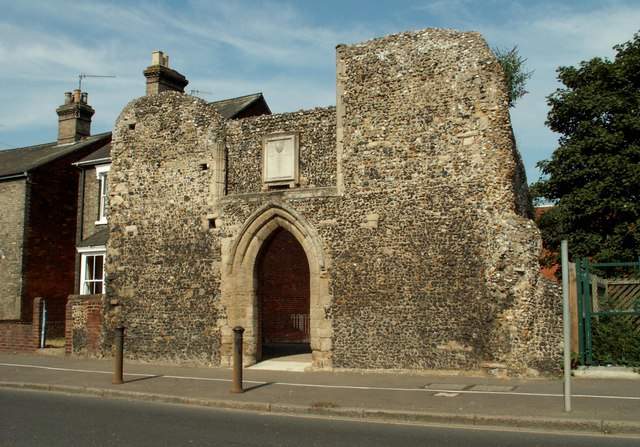
Руїни шпиталю Св. Савура
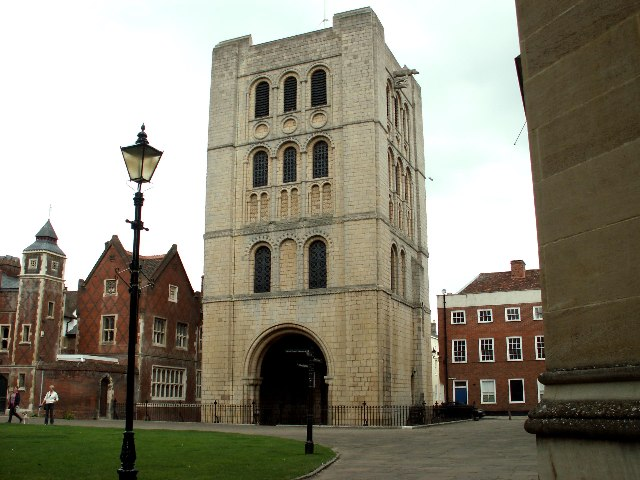
Норманська вежа